# 균역법
균역법 (均役法) 은 조선 후기 군역을 대신하는 군포를 2필에서 1필로 줄인 군역세법 개혁이다. 호당 군포를 부과한 것이 아니라, 토지 1결당 군포를 부과하여 지주들의 납세를 촉진시키려 하였다.

## 배경
임진왜란 이후 5군영의 성립으로 대부분의 양인 장정은 1년에 2필씩 군포 (세금)를 부담하는 납포군이 되었다. 하지만 군포 징수에 따른 폐단으로 가난한 농민층에 대부분의 부담이 전가되었다. 이를 시정하기 위해 17세기 중엽 인조, 효종 때부터 양역변통론이 대두되기 시작하였고, 이것이 발전하여 균역법이 시행하는 계기가 되었다.

## 전개
균역법이 시행된 것은 영조 대의 일이다. 1750년(영조 26년)에 와서 이 제도의 시행을 담당하는 관청인 균역절목청을 설치하였고, 이듬해인 1751년(영조 27년)에 그 이름을 균역청으로 바꾸었다. 왕의 엄명(嚴命)으로 이전까지 양인 장정들이 1년에 2필씩 내던 군포를 1필로 줄여 균역법을 실시하였다. 
이렇게 줄어든 군포 수입을 충당하기 위해 이전까지 유학(幼學)등을 칭탁하여 군포를 면제받던 부농층과 도고들에게 선무군관이라는 명예 관직을 부여하여 군포를 납부하게 하였고, 토지마다 1결당 2말의 결작미를 징수하였다. 또한 어세(漁稅 : 어업)·염세(鹽稅 : 소금)·선박세 등의 잡세와 결작(結作)의 징수를 균역청에서 맡게 하였다. 균역청은 이후에 선혜청으로 통합되었다.

## 영향
군포가 줄어들고 양반이나 지주들이 결작미를 부담하였기 때문에 군역의 폐단은 다소 시정되었다. 그러나 여전히 명실상부하지 못하였는데, 양반층은 여전히 징수 대상에서 벗어나 있었기 때문이다. 또 농민들은 포의 감소 대신에 미(米)를 내었으므로 포가 미로 대체되었을 뿐이었다. 더구나 점차 지주의 결작을 소작농이 떠맡게 되어 농민의 부담은 결국 다시 가중되었고, 군정의 문란이 다시 나타나게 되었다. 결국 영조의 영단에도 불구하고 균역법은 별반 성과를 거두지 못하고 말았다.

## 같이 보기
- 균역청 사목
- 대동법
- 영정법